# پایگاه آب‌نشین بندی جمعه
پایگاه آب‌نشین بندی جمعه (به انگلیسی: Friday Harbor Seaplane Base) یک فرودگاه همگانی بهره‌برداری هوایی با کد یاتا FBS است که یک باند فرود آب دارد و طول باند آن ۳۰۴۸ متر است. این فرودگاه در کشور ایالات متحده آمریکا قرار دارد و در ارتفاع ۰ متری از سطح دریا واقع شده‌است.